# راؤول غويليرمي مارتينز
راؤول غويليرمي مارتينز (بالبرتغالية: Raul Guilherme Martins‏) هو لاعب كرة قدم برازيلي في مركز ظهير ‏، ولد في 13 مارس 1990 في كوريتيبا في البرازيل. شارك مع منتخب البرازيل تحت 17 سنة لكرة القدم ومنتخب البرازيل تحت 20 سنة لكرة القدم. أما مع النوادي، فقد لعب مع أتلتيكو باراناينسي وباوليستا وبوتافوغو ريغاتاس ونادي أتلتيكو هيرمان أيشينجار ونادي بوا إيسبورت ونادي بوتافوغو اس بي ونادي جوينفيل ونادي فورتاليزا.

## وصلات خارجية
- راؤول غويليرمي مارتينز على موقع قاعدة بيانات كرة القدم.إي يو (الإنجليزية)
- راؤول غويليرمي مارتينز على موقع Soccerway.com (الإنجليزية)